# Ágios Prokópios
Ágios Prokópios (en grec moderne : Άγιος Προκόπιος) est un village côtier grec situé sur l'île de Naxos. En 2001 sa population est de 222 habitants.